# Vroil
Vroil ist eine französische Gemeinde im Département Marne in der Region Grand Est. Sie hat eine Fläche von 10,29 km² und 104 Einwohner (2022).
Die Gemeinde Vroil liegt an der Grenze zum Département Meuse, 26 Kilometer nördlich von Saint-Dizier und 23 Kilometer westlich von Bar-le-Duc. Durch das Gemeindegebiet von Vroil fließt die Chée.

## Bevölkerungsentwicklung

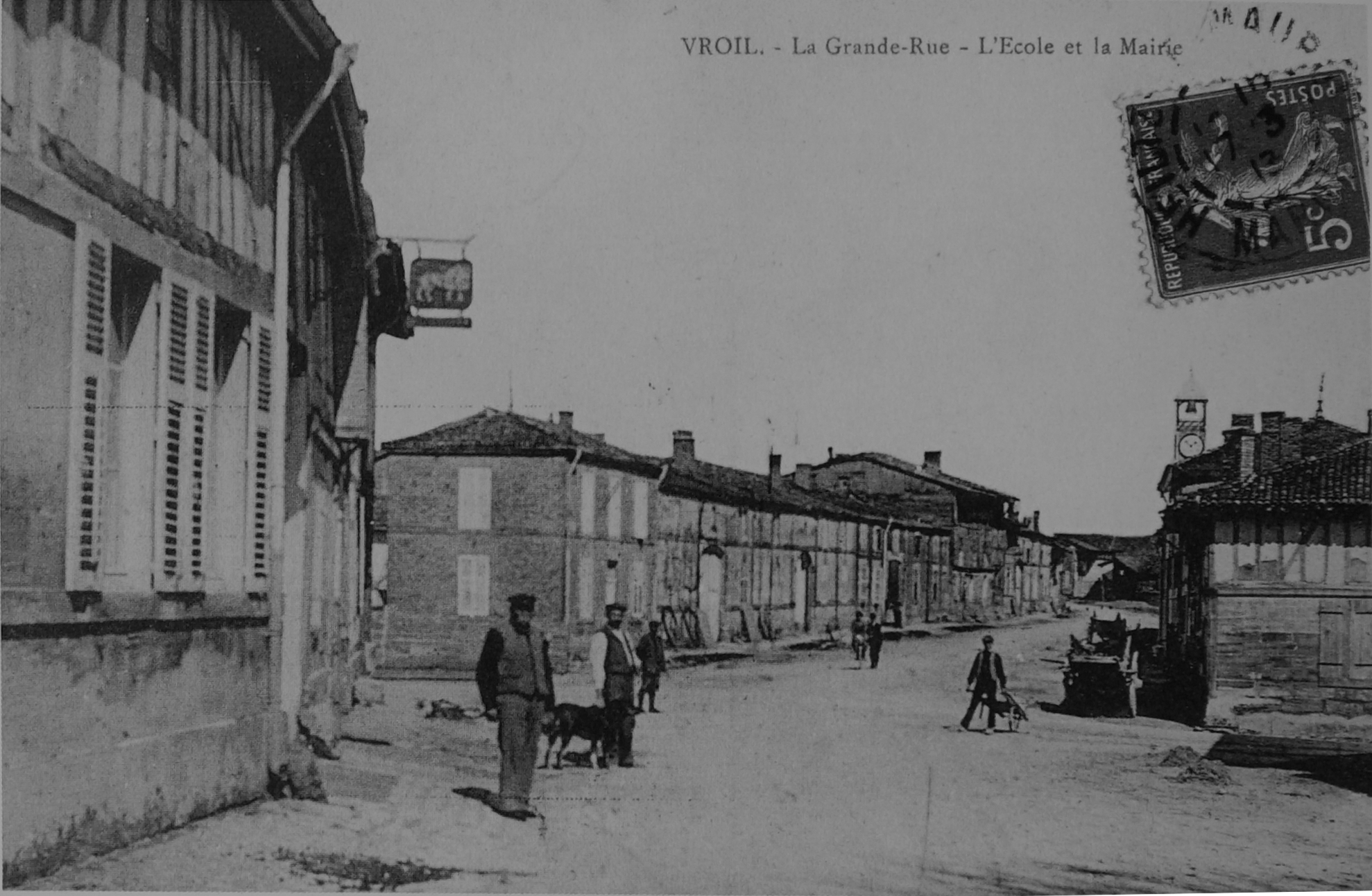
Vroil auf einer Postkarte von 1913

| Jahr                       | 1962 | 1968 | 1975 | 1982 | 1990 | 1999 | 2004 | 2009 | 2018 |
| -------------------------- | ---- | ---- | ---- | ---- | ---- | ---- | ---- | ---- | ---- |
| Einwohner                  | 196  | 172  | 156  | 164  | 147  | 129  | 105  | 120  | 104  |
| Quellen: Cassini und INSEE |      |      |      |      |      |      |      |      |      |

## Sehenswürdigkeiten
- Kirche St. Peter und Paul
- Waschhaus (Lavoir)